# Fares Al Janahi
Fares Al Janahi (* 24. Januar 1999) ist ein emiratischer Tennisspieler.

## Karriere
Al Janahi spielte bis 2017 auf der Tour der Junioren, wo er in knapp 60 Matches im Einzel 16-mal gewinnen konnte. In der Rangliste der Junioren stieg er so maximal auf Platz 840.
Im Bereich der Erwachsenen kam er 2020 im Doppel der Dubai Duty Free Tennis Championships 2020 zu seinem bislang einzigen Turnier im Hauptfeld. Dort stand er an der Seite seines Bruders Abdulrahman Al Janahi im Doppelfeld. Ihr Erstrundenmatch verloren sie deutlich bei einem eigenen Spielgewinn gegen Wesley Koolhof und Nikola Mektić. Zwei Jahre zuvor war er in der Qualifikation desselben Turniers ebenfalls gescheitert. In der Tennisweltrangliste konnte sich Al Janahi bisher weder im Einzel noch im Doppel platzieren.
Mit einer Bilanz von 5:3 spielt er vor allem in der Davis-Cup-Mannschaft der Vereinigten Arabischen Emirate. Dort kam er seit 2015 in 8 Begegnungen zum Einsatz.